# Lijst van gezaghebbers van Sint Maarten
Dit is een lijst van gezaghebbers van het Nederlands-Antilliaanse eilandgebied Sint Maarten.
| Ambtsperiode | Naam gezaghebber                        | Partij of stroming | Bijzonderheden                                              |
| --- | --------------------------------------- | ------------------ | ----------------------------------------------------------- |
| Tot 1 april 1983 viel Sint Maarten samen met Saba en Sint Eustatius onder het Eilandgebied de Bovenwindse Eilanden. |                                         |                    |                                                             |
| 1 april 1983 - 1992                                                                                                 | Ralph (R.R.H.) Richardson               |                    | In 1981 benoemd als gezaghebber van de Bovenwindse Eilanden |
| 1 maart 1992 - 1 september 1994                                                                                     | Russell (W.R.) Voges                    |                    |                                                             |
| 1 september 1994 - 12 september 2000                                                                                | Dennis (D.L.) Richardson                |                    |                                                             |
| 12 september 2000 - 10 augustus 2010                                                                                | Franklyn (F.E.) Richards                |                    |                                                             |
| 10 augustus 2010 - 10 oktober 2010                                                                                  | Reynold (R.A.) Groeneveldt (waarnemend) |                    |                                                             |